# Landesgartenschau Bad Lippspringe 2017
Die Landesgartenschau Bad Lippspringe 2017 war die 17. Landesgartenschau des Landes Nordrhein-Westfalen. Die Stadt Bad Lippspringe erhielt am 1. Juni 2011 den Zuschlag des NRW-Umweltministeriums, das aus fünf Bewerbungen wählen konnte.
Die Gartenschau fand vom 12. April bis zum 15. Oktober 2017 statt. Das Motto lautete „Blumenpracht & Waldidylle“. Sie war die erste Gartenschau in Nordrhein-Westfalen, die vor einer Wald-Kulisse stattfand. Die Kurstadt Bad Lippspringe ist der bis dahin kleinste Ort, der den Zuschlag zur Ausrichtung der Landesgartenschau NRW erhielt. Die Ausstellung befand sich auf den Flächen des Kurwaldes und im Arminiuspark, verbunden durch eine Flaniermeile in der Innenstadt. Blumenschauen und Themengärten waren die zentrale Attraktion auf dem 33 Hektar großen Gelände der Landesgartenschau.
Die Landesgartenschau bestand aus zwei Bereichen. Das Gebiet nördlich der Stadt umfasste die Geländeteile Kaiser-Karls-Park und Kurwald mit einer Grundfläche von etwa 30 ha. Innerhalb der Stadt, in unmittelbarer Nähe zur Lippequelle, befand sich der zweite Geländeteil im Arminiuspark (3 ha). Der Arminiuspark wurde teilweise für den Zeitraum der Gartenschau umfriedet.

## Bewerbungsverfahren
Die damalige NRW-Landesregierung hatte im Jahr 2006 beschlossen, die Durchführung der Landesgartenschauen in dreijährlichem Rhythmus im Zeitraum zwischen 2008 und 2017 fortzusetzen. Für die Austragung 2017 reichten bis zum Bewerbungsschluss am 31. Januar 2011 fünf Kandidaten ihre Unterlagen beim zuständigen Umweltministerium ein.
Folgende Städte und Gemeinden bewarben sich um die Ausrichtung der Landesgartenschau 2017:
- Ahlen (Kreis Warendorf): Die Bewerbung stand unter dem Motto „Ahlen im Trialog“, das auf einen rund elf Kilometer Rundweg verweist, der im Zentrum der Landesgartenschau stehen sollte. Ein bereits bestehender Radweg an der Werse, die ehemalige Bahntrasse der Zeche Westfalen und der Weg entlang der Olfe sollten demnach die Verbindung zwischen den Teilgebieten der Landesgartenschau bilden. Das Kerngebiet sollte das Gelände der stillgelegten Zeche Westfalen bilden und unter anderem die Veranstaltungsflächen beinhalten. Eine Halde östlich der Zeche war als Erlebnisbereich vorgesehen.[6]

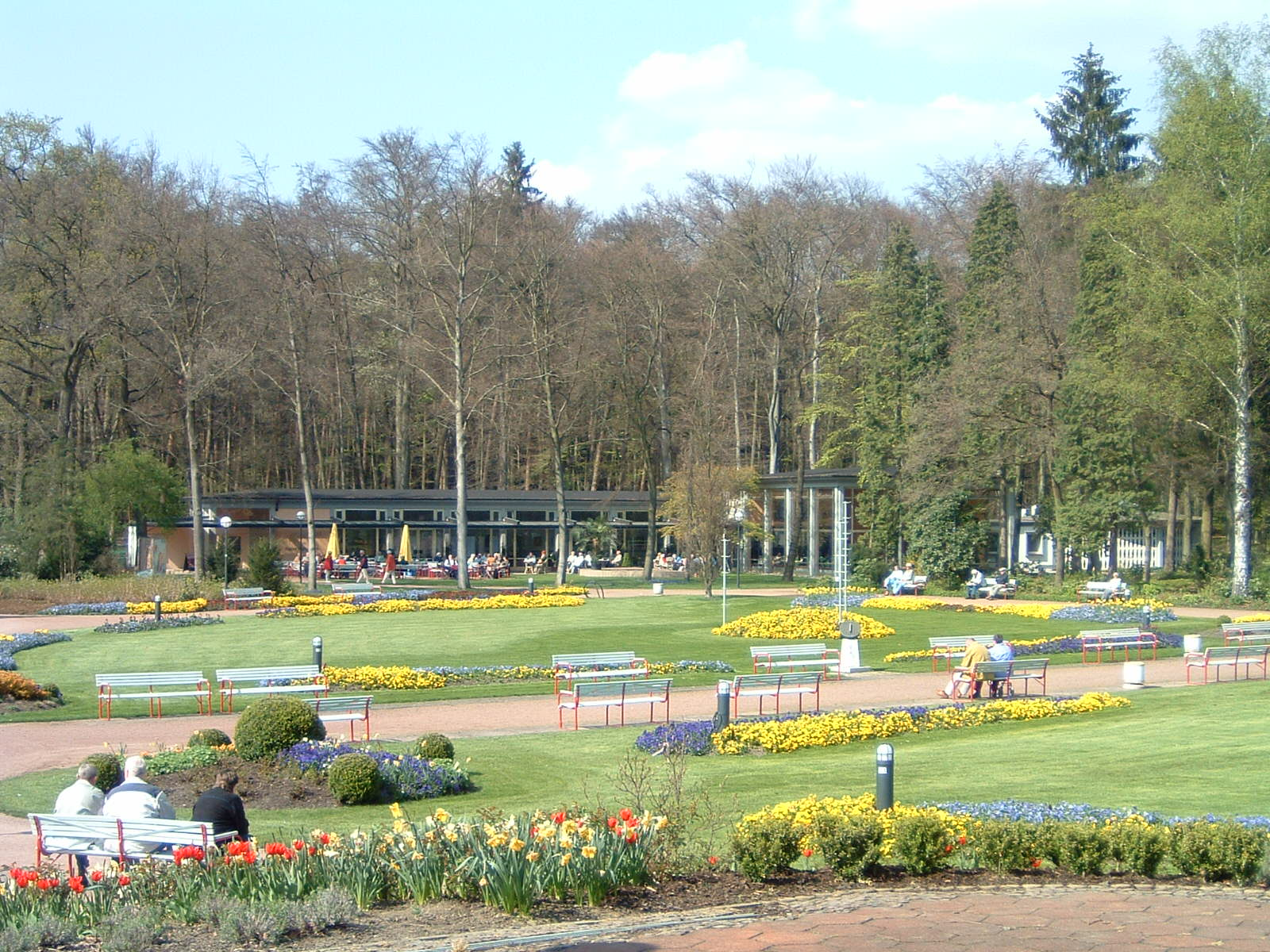
Der Kaiser-Karls-Park vor dem Umbau zur Landesgartenschau

- Bad Lippspringe (Kreis Paderborn): Die Machbarkeitsstudie beinhaltete Pläne, den Kaiser-Karls-Park aufzuwerten und den angrenzenden Parkwald erlebbarer zu machen. Im Park und auf dem Schützenplatz sollten auch die gärtnerischen Elemente der Schau ihren Platz finden. Durch einen Rundgang sollten darüber hinaus auch die Innenstadt sowie der Arminius- und Jordanpark eingebunden werden. In der Bewerbung war dieser Bereich auch für Veranstaltungen vorgesehen. Entlang des Rundgangs war die Anlage so genannter Gesundheitsgärten geplant, die Bewegungsanreize im Freien bieten sollen.[7]

Logo der Bewerbung von Soest, Bad Sassendorf und Möhnesee

- Soest, Bad Sassendorf, Möhnesee (Kreis Soest): Das Konzept sah drei Kernbereiche vor, die durch eine Gartenschau-Route verbunden werden sollten. Entlang dieser Route sollten den Besuchern alle Facetten Westfalens präsentiert werden. Zusätzlich sollte die historische Altstadt Soests eingebunden und durch den so genannten Wiesenpark (auf einer ehemaligen Bahnbrache) in Fortführung des bestehenden Stadtparks an die Ausstellungsflächen in Bad Sassendorf angebunden werden. Dort sollten der Haullepark mit historischer Bausubstanz, die Innenstadt und der angrenzende Kurpark attraktiver gestaltet werden. In der Gemeinde Möhnesee sollte der Kernort Körbecke besser an den Stausee angebunden werden und im Uferbereich ein Seepark entstehen.[8]

Logo der Bewerbung von Vreden

- Vreden (Kreis Borken): Die Bewerbung konzentrierte sich auf das Gebiet um den Fluss Berkel. Der Berkelsee sollte als südlichster Kernbereich neu gestaltet werden. Auf der Berkelinsel war nach dem Abriss der dortigen Gewerbehallen die Anlage von Stadtgärten geplant. Am Hafen sollten Flächen für das Kulturhistorische Zentrum Westmünsterland sowie das Wasserkraftwerk entstehen. Außerdem war eine Einbindung des Hamaland-Museums und des bestehenden Stadtparks vorgesehen. Westlich sollten sich Ausstellungsbereiche zum Thema Energie und ein Skulpturenpark anschließen. Der angrenzende Schulcampus war ebenso Teil des Gartenschau-Konzepts.[9]
- Warendorf (Kreis Warendorf): Die Landesgartenschau hätte im Bereich zwischen der Altstadt und dem Emsseepark stattfinden sollen. In der Altstadt sollte in diesem Rahmen der Wilhelmsplatz neu gestaltet und die Anbindung an die nördlichen Stadtteile und an das Nordrhein-Westfälische Landgestüt Warendorf verbessert werden. Eine attraktivere Gestaltung einer Industrieanlage zwischen der Altstadt und dem Emssee war ebenso vorgesehen wie die Einbindung des bereits bestehenden Sophienparks. Der Emsseepark sollte modernisiert und fast vollständig neu gestaltet werden.[10]

Nach dem Besuch der einzelnen Bewerberstädte bestimmte eine zehnköpfige Bewertungskommission am 1. Juni 2011 Bad Lippspringe als Austragungsort der Landesgartenschau 2017.

## Austragungsort Bad Lippspringe

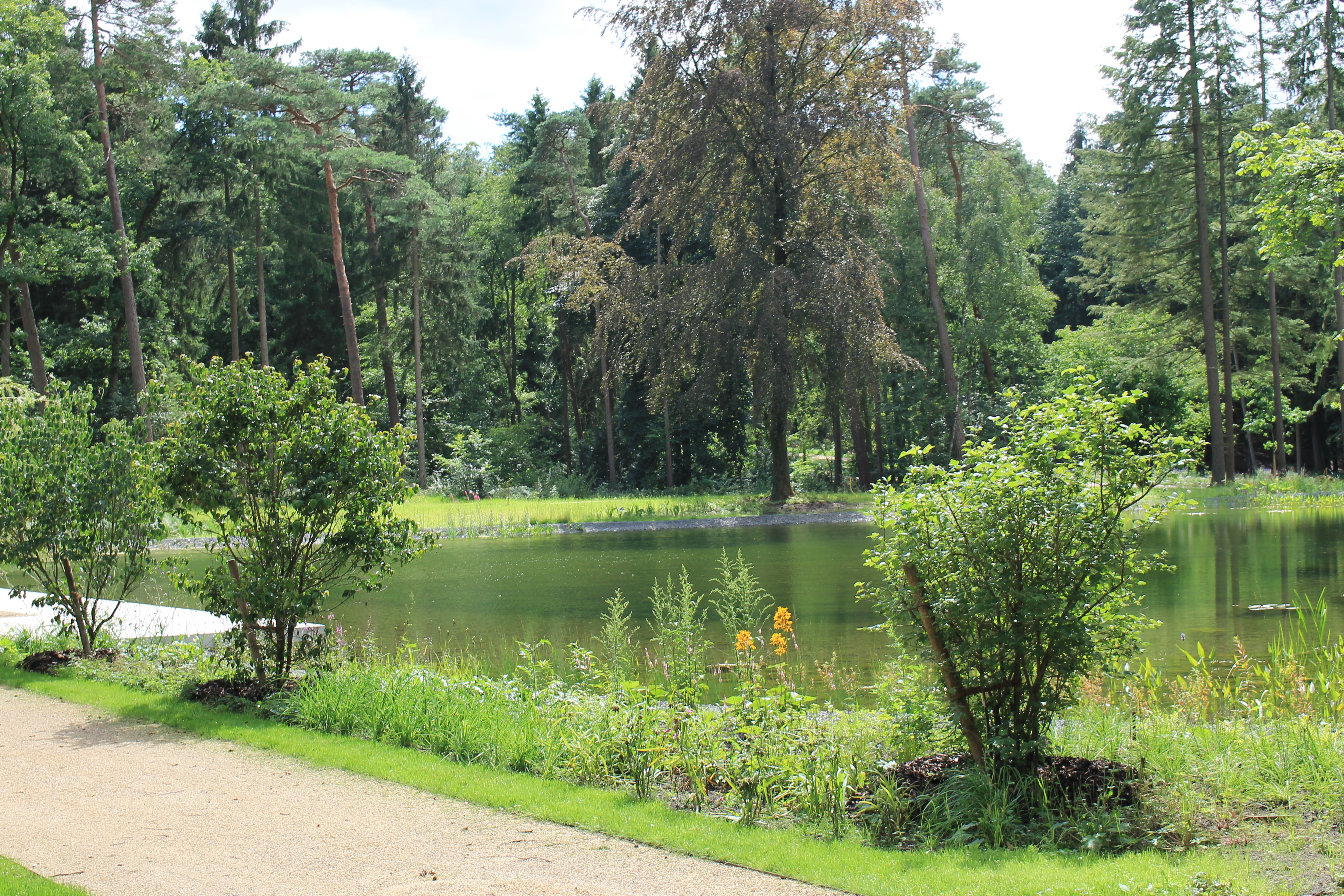
Der Waldpark mit Blick auf die „Mersmannteiche“, Bereich der Landesgartenschau 2017

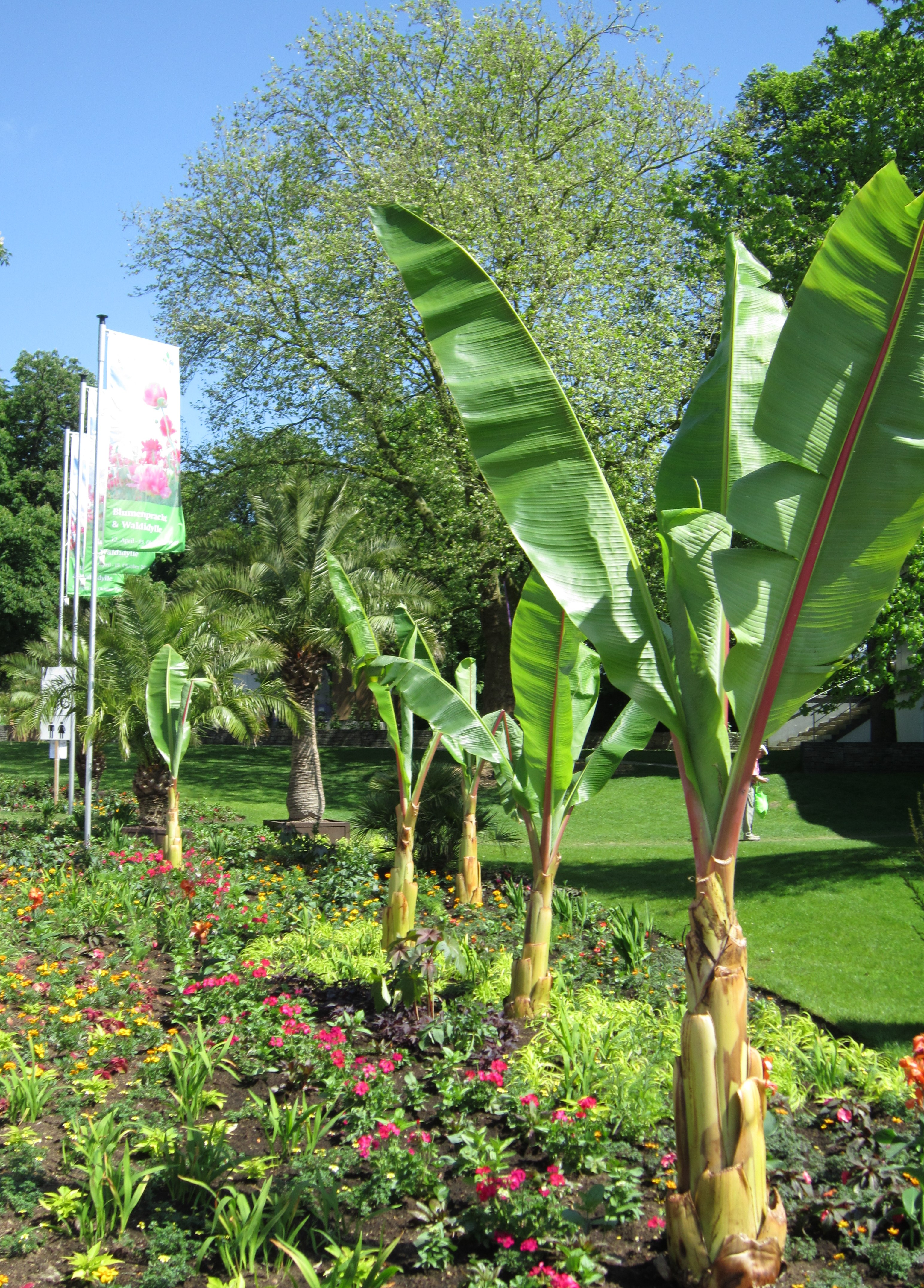
Arminiuspark während der Landesgartenschau

Bad Lippspringe war der erste Ort, der eine Landesgartenschau vor einer Waldkulisse austrug. Unter dem Motto „Blumenpracht & Waldidylle“ gab es Blumenschauen, Themengärten und Events zwischen zwei Parks und der Innenstadt.
Erstmals urkundlich erwähnt wurde die Stadt Bad Lippspringe im Jahr 780 in den Reichsannalen Karls des Großen. An der Quelle der Lippe, des längsten Flusses in Nordrhein-Westfalen, fanden damals mehrere Reichsversammlungen statt. Das erste Stadtrecht erhielt Bad Lippspringe im Jahr 1445, das heutige Stadtrecht stammt aus dem Jahr 1921. Mit der Entdeckung der Arminius-Quelle im Jahr 1832 startete der Kurbetrieb. Bad Lippspringe ist der einzige Ort in Nordrhein-Westfalen, der die Bezeichnungen Heilbad und Heilklimatischer Kurort führen darf.
Mit einer Vorstudie begannen im Juni 2009 die Bemühungen zur Ausrichtung der LGS 2017 in Bad Lippspringe. Ab September 2010 folgte die Machbarkeitsstudie, im Januar 2011 die Bewerbung. Gegen namhafte Konkurrenten setzte sich die Stadt durch und bekam im Juni 2011 den Zuschlag. Erste sichtbare Zeichen auf dem Weg zur Landesgartenschau waren die Entscheidungen zum Maskottchen „Lippolino“ im Mai 2012 und zum Logo im Januar 2013. Im Anschluss an den Wettbewerb der Landschaftsarchitekten vom April bis November 2013 starteten im Februar 2014 die Bauarbeiten auf dem Gelände der Gartenschau.
Im Zuge der Landesgartenschau sollten nachhaltige Effekte für die Zukunft der Stadt erzielt werden. In diesem Zusammenhang flossen weitere Fördermittel, darunter aus dem Städtebau-Programm, in den Jahren bis 2017 nach Bad Lippspringe. Der Fokus der Stadt lag dabei gleichermaßen auf Tagesbesuchern, Gesundheitstouristen und Bürgern.

## Förderverein
Unter dem Motto „Wir sind Landesgartenschau!“ gründete sich im Januar 2012 der Förderverein Landesgartenschau Bad Lippspringe 2017 e.V., dessen Mitglieder den großen Spielplatz auf dem Veranstaltungsgelände mitfinanzierten. Großen Wert legte der Verein auf eine nachhaltige Nutzung der Landesgartenschauanlagen.